# Gare de Vancouver Waterfront
La gare Waterfront est un important centre de transport de Vancouver, en Colombie-Britannique. Il y a des liaisons au SeaBus, au SkyTrain, au West Coast Express et aux autobus.

## Histoire
La Gare de Waterfront est construit par le Canadien Pacifique en 1914, conçu par Barott et Blackader,. Comme le troisième terminus ferroviaire que le Canadien Pacifique construit à la Colombie-Britannique, la gare adopte le style «gothique de chemin de fer» (en anglais : Railway Gothic) et est adopté par d'autres hôtels propriétaires du Canadien Pacifique,.
En 1978, les deux plus grandes sociétés canadiennes de chemins de fer, Canadien National et Canadien Pacifique, transfèrent leurs services de passagers, avec leurs gares des passagers, à une nouvelle société de la Couronne, Via Rail Canada. Via Rail reçoit donc la Gare de Waterfront du Canadian Pacifique et la Gare centrale du Pacifique du Canadien National. Cependant, après une année, Via Rail quitte la Gare de Waterfront et ne conserve que la Gare centrale du Pacifique. Le dernier train de passagers de Via Rail part de la Gare de Waterfront vers Montréal au 27e octobre 1979.
Néanmoins, la Gare de Waterfront n'est pas totalement abandonnée. Bien avant le départ du dernier train de passagers, les cités du District régional du Grand Vancouver font des recherches pour transformer la Gare de Waterfront en un pivot du transport en commun. En 1977, le SeaBus, un traversier entre Vancouver et North Vancouver, est relancé après un hiatus de 20 ans. Avant la relance, une passerelle reliait la Gare de Waterfront et le quai du SeaBus à Vancouver.
Au début des années 1980, la construction du Skytrain est commencée afin d'accueillir l'Exposition spécialisée de 1986 (Expo 86). Certains chemins de fer propriétaires du Canadien Pacifique étaient démolis avant la construction des chemins ferroviaires de guidage pour le SkyTrain. Le service commence le 11 décembre 1985,.
En 1995, un nouveau quai fut construit avant le lancement du premier services de trains de banlieue au Metro Vancouver, la West Coast Express. La dernière nouveauté de la Gare de Waterfront, complétée en 2009, est le quai de la Canada Line, une ligne du SkyTrain qui relie la gare et l'Aéroport international de Vancouver.

## Service des voyageurs

### Intermodalité
- Canada Place: Un terminal de croisière près de la Gare de Waterfront.
- Héliport du havre de Vancouver (Code TC: CBC7): Un héliport à côté de la Gare de Waterfront.
- Hydroaérodrome de Vancouver (Code AITA: CXH; Code OACI: CYHC): Un hydroaérodrome à côté du Canada Place.

## Galerie

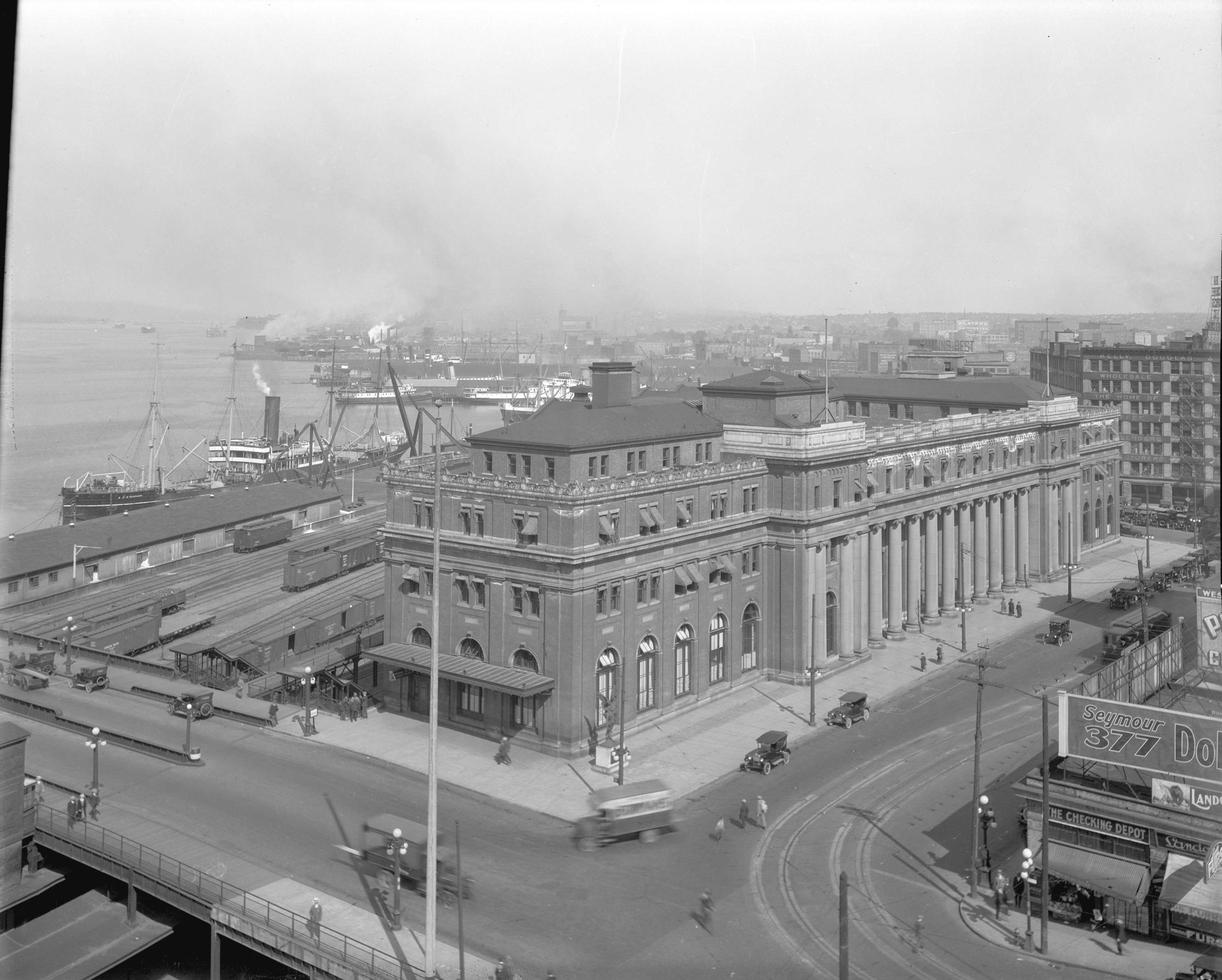
La Gare de Waterfront en 1923.
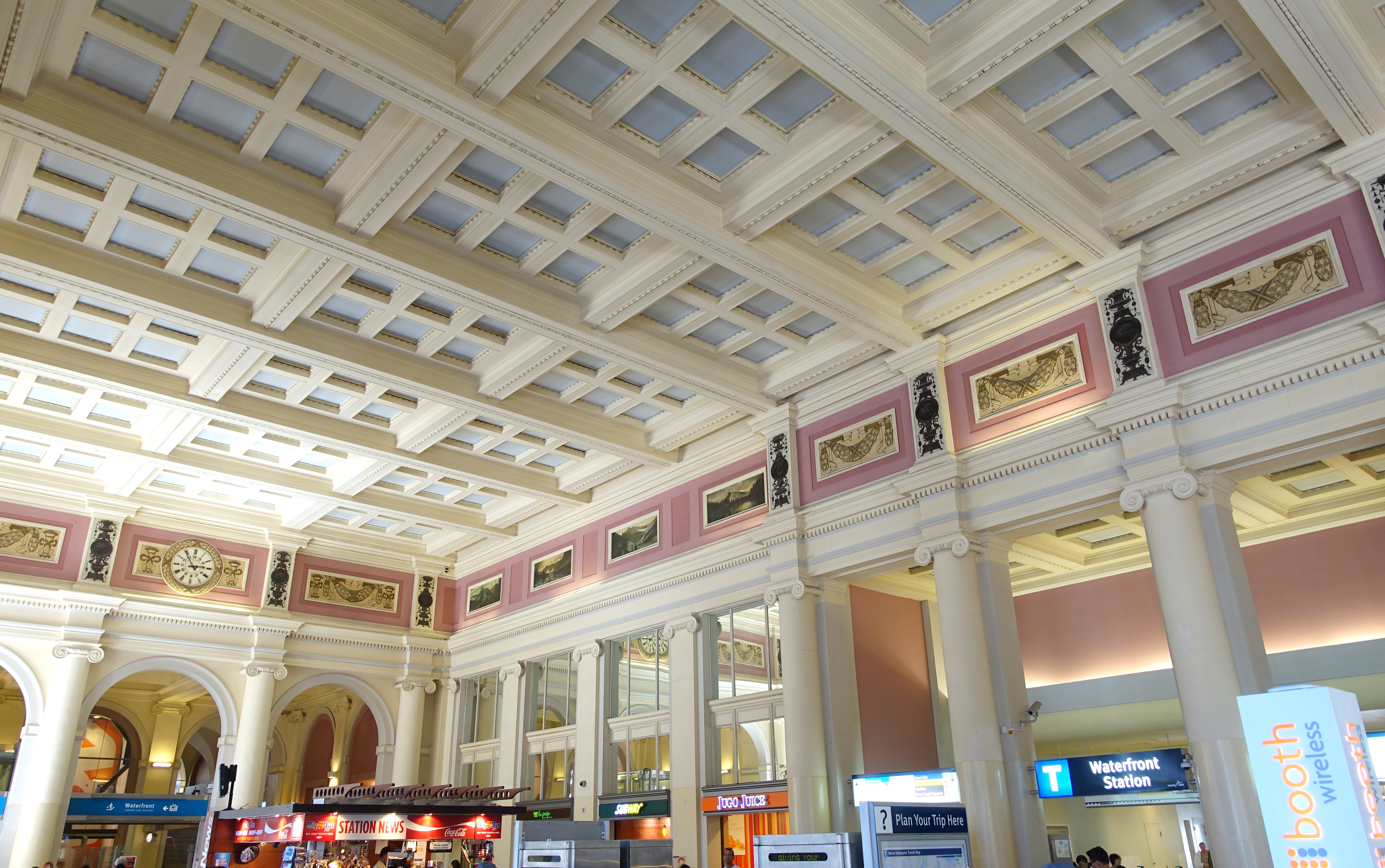
L'intérieur de la Gare de Waterfront.
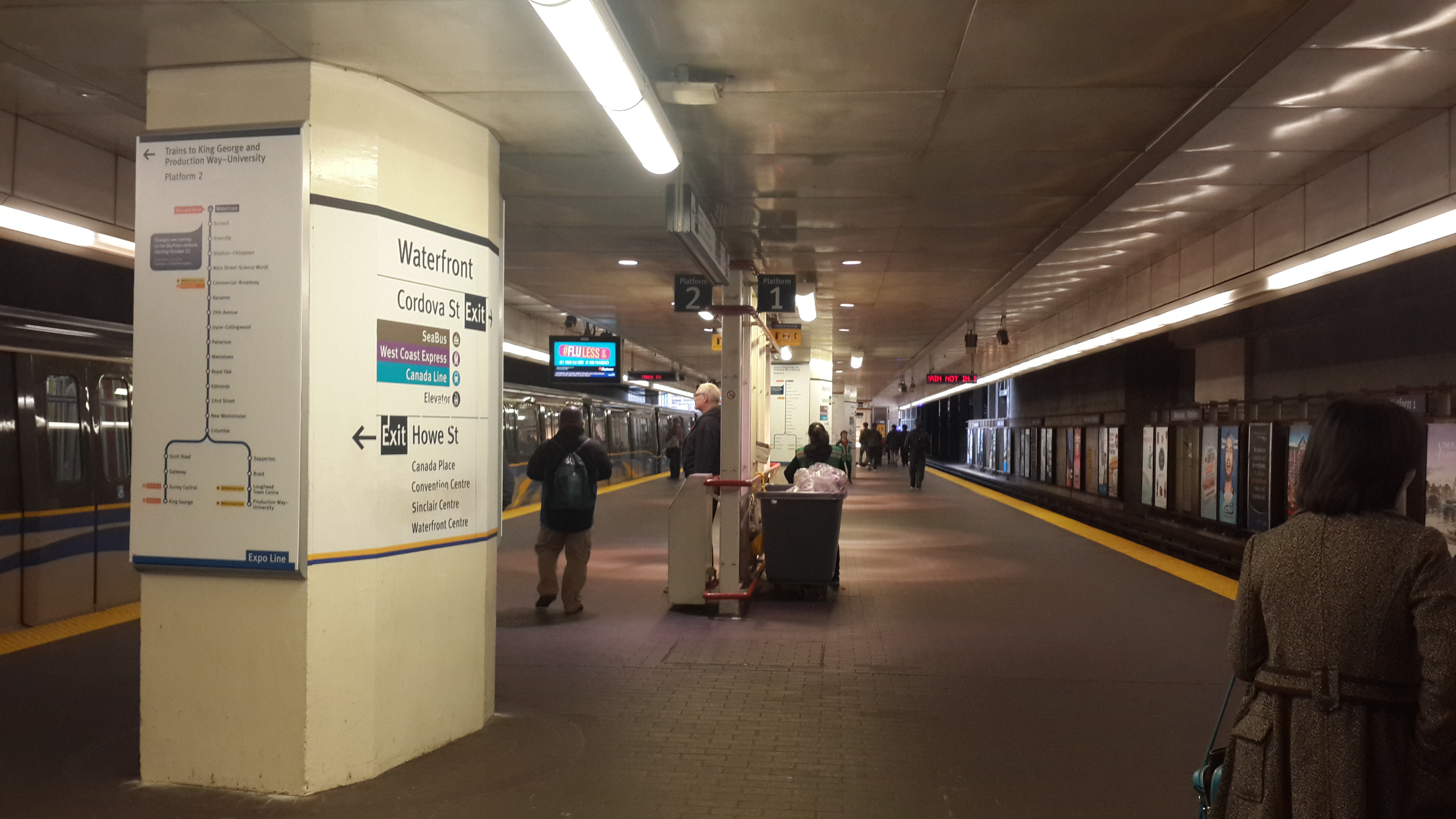
Le quai de la Expo Line.
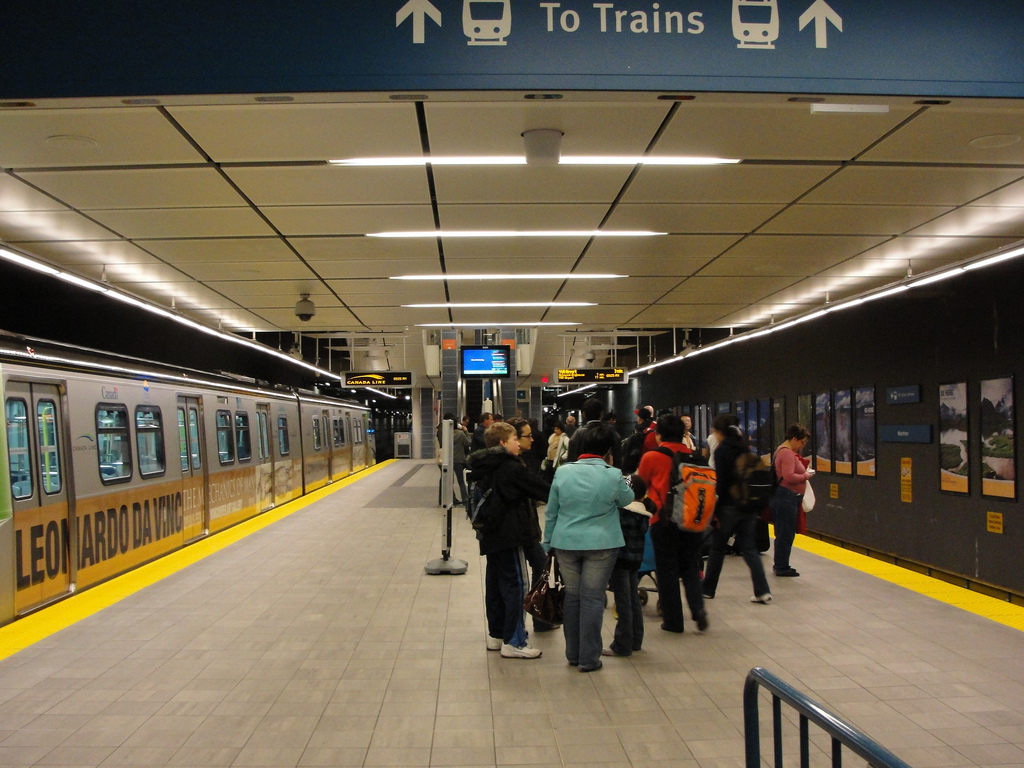
Le quai de la Canada Line.